# Военно-спортивная группа
Военно-спортивная группа (нем. Wehrsportgruppe) — военизированное формирование в Федеративной Республике Германии, часто классифицируемое федеральными властями как экстремистское, которое под видом «начальной военной подготовки» проводит вербовку в свои ряды сторонников радикальных идей (зачастую сторонников неонацизма). Как правило, отрицает государственную монополию на насилие.

## Известные военно-спортивные группы

### Военно-спортивная группа Гофмана
Основателем группировки является Карл-Хайнц Гофман, праворадикальный политик и активист. Группа была самой известной в Германии из неонацистских военизированных организаций: ей вменяются различные беспорядки, убийства, ограбления и теракты. В феврале 1980 года её запретили как антигосударственную, однако фактически она просуществовала ещё до лета 1981 года, поскольку её члены скрывались в Ливане.

### Военно-спортивная группа Тренка
Эта банда действовала в 1970-е в Австрии, их лидером был неонацист Готтфрид Кюссель. Банда однажды сняла видео своих учений, на котором инструктор рассказывал, как можно убить человека голыми руками. Видео вскоре было показано по телевидению и стало известным среди общественности. В 1992 году группа, насчитывавшая тогда 20 человек, добровольно распустилась, а её члены ушли в состав Рабочей группы за демократическую политику.

### Военно-спортивная группа «Вервольф»
Этой группой руководил Михаэль Кюнен, самый известный неонацист Германии. Группа была образована в 1979 году. В том же году на Бюкебургском процессе были осуждены на длительные тюремные сроки лидеры группы: Манфред Бёрм, Лотар Шульте, Лутц Вегенер, Уве Рёвер и Клаус-Дитер Пульс. Кюнен получил 4 года тюрьмы, но после освобождения продолжил свою деятельность.